# Daytona Beach Bike Week

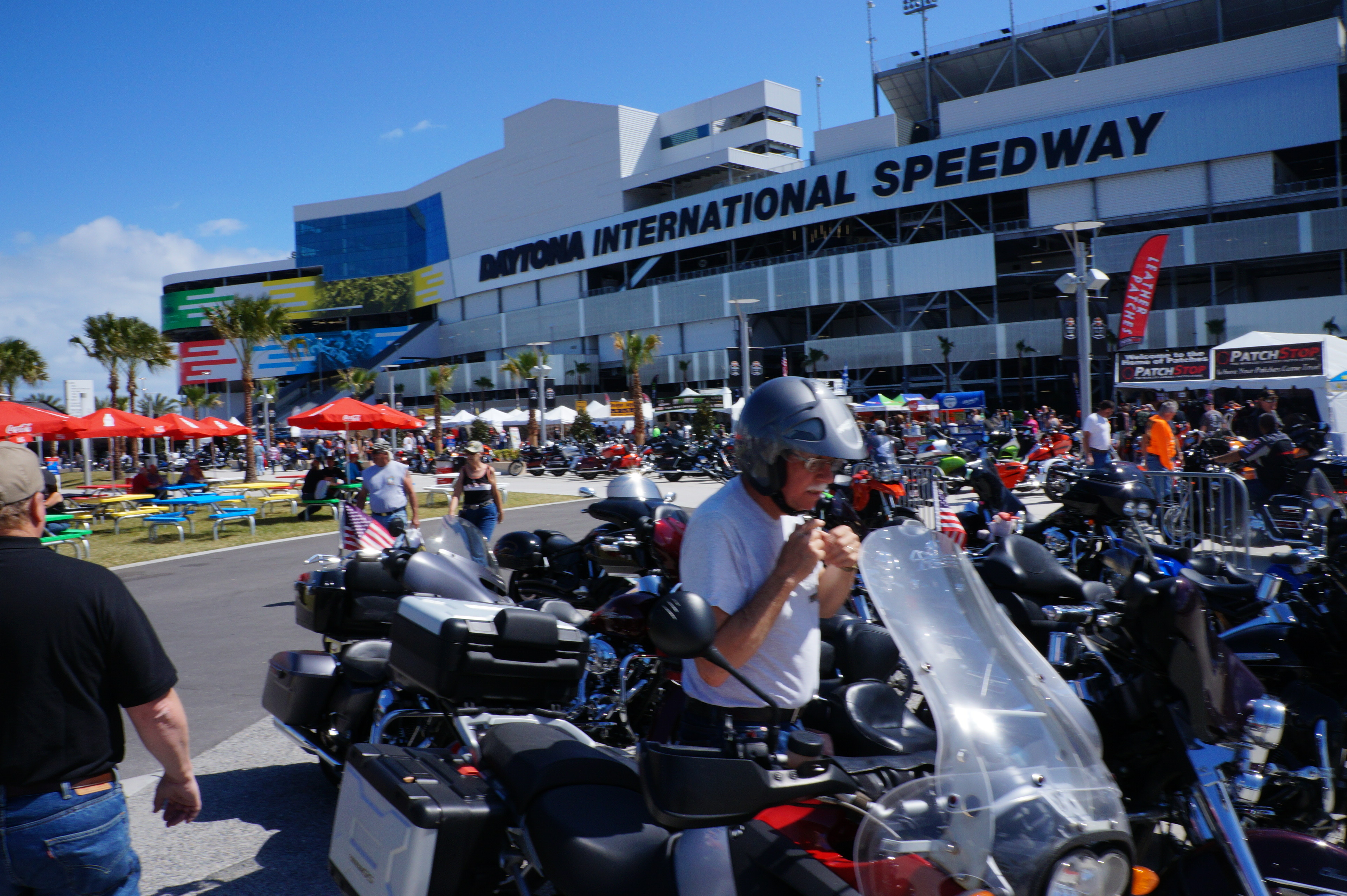
Daytona Beach Bike Week (2016).

La Daytona Beach Bike Week, ou Daytona Bike Week, est un évènement et un rassemblement de motards organisé chaque année à Daytona Beach en Floride. Depuis 2021, une partie des activités a lieu à De Leon Springs. La Daytona Bike Week dure 10 jours et se tient généralement début mars. Elle accueille environ 500 000 personnes à chaque édition. Les activités proposées comprennent notamment des courses de moto, des concerts, des réunions et des festivals de rue. Elle est, avec le Sturgis Motorcycle Rally, l'un des plus importants évènements de ce type aux États-Unis.

## Histoire

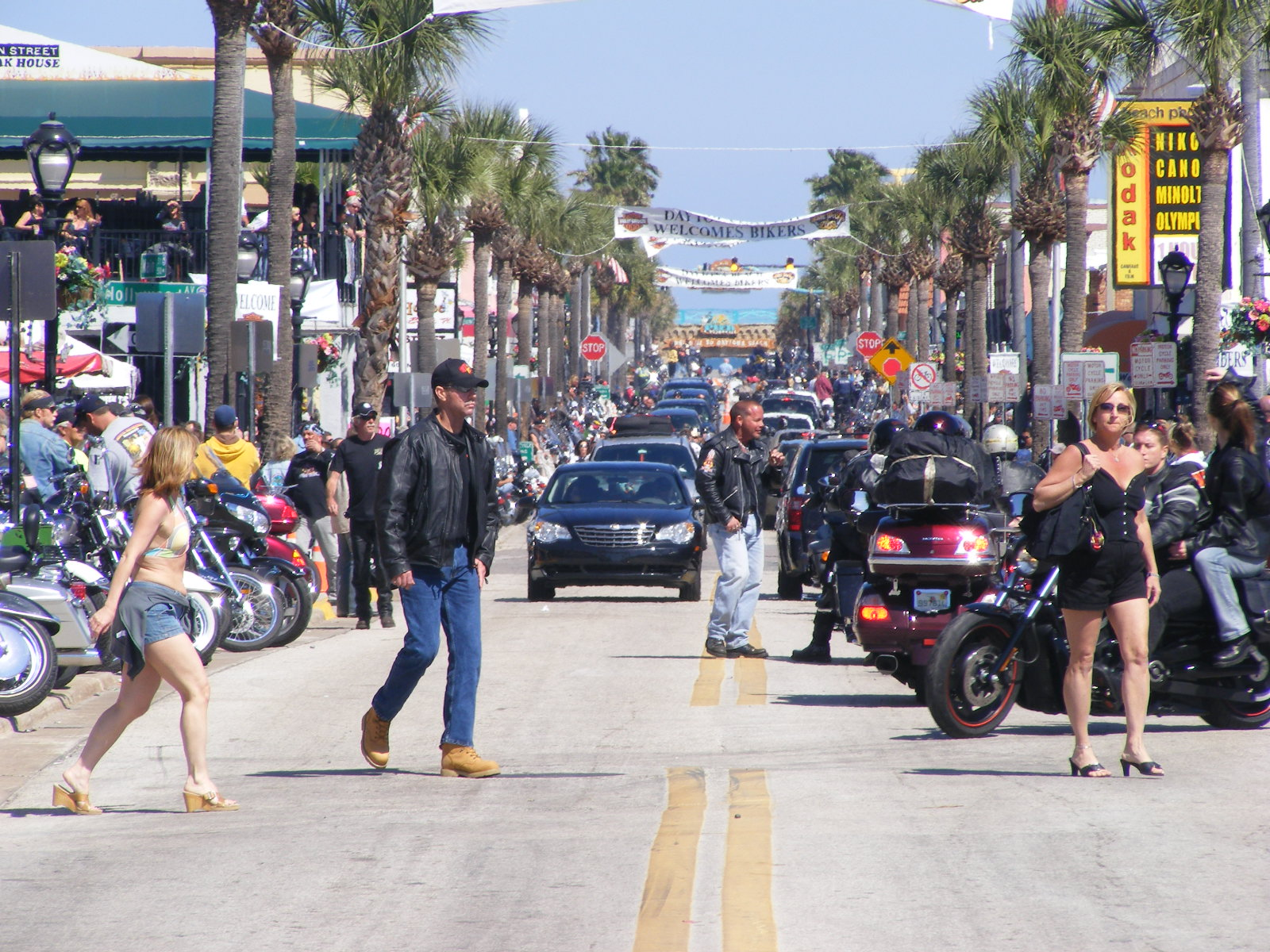
Daytona Beach Bike Week, Main Street (2008).

La course Daytona 200, organisée  pour la première fois le 24 Juin 1937, est l'ancêtre de la Daytona Bike Week. Cette course  sur un circuit de 5,1 km sur la plage et une rue la longeant, fut progressivement complétée d'autres courses et d'évènements divers. Elle a eu lieu tous les ans depuis 1937, sauf entre 1942 et 1946, à cause de la seconde guerre mondiale, et en 2020, pour cause de pandémie COVID 19, et clôt la Bike Week.
À partir de 1961, les différentes courses de la Daytona Bike Week ont eu lieu sur le Daytona International Speedway, avec notamment une compétition de Supercross agrémentée de jeux de lumière et de feux d'artifice.
L'évènement est depuis cette époque organisé par l'International Speedway Corporation (ISC), une société fondée par Bill France Sr, un ancien coureur automobile, également à l'origine de la création de la NASCAR.
Après une période de tensions avec la municipalité, la Bike Week est, depuis la fin des années 1980, soutenue par la chambre de commerce de Daytona Beach et la ville, qui ont notamment aménagé Main Street pour en faciliter le déroulement.

## Changements depuis 2010
En 2010 des travaux de rénovation et de modification du Daytona Speedway ont entraîné la disparition de la piste de flat track sur laquelle étaient organisées les courses sur piste. Ces courses furent ensuite organisées sur une piste utilisée pour les courses de kart. Depuis 2021, les courses de flat track ont lieu au Volusia Speedway Park de DeLeon Springs, à une trentaine de kilomètres à l'ouest de Daytona Beach.

## Informations complémentaires

### Biketoberfest
Depuis le début des années 1990, les organisateurs ont créé un autre évènement pour les motards : le Biketoberfest, qui a lieu tous les ans après le Columbus Day.

### Accidents
La Daytona Bike Week est régulièrement marquée par des accidents, dont certains sont mortels : il y a ainsi eu 15 décès en 2000, et entre 3 et 8 par an depuis 2007,.